# قاسم‌آباد (الیگودرز)
قاسم‌آباد، روستایی از توابع بخش بربرود غربی شهرستان الیگودرز در استان لرستان ایران است.

## جمعیت
این روستا در دهستان بربرود غربی قرار دارد و براساس سرشماری مرکز آمار ایران در سال ۱۳۸۵، جمعیت آن ۱۰۲ نفر (۱۷خانوار) بوده‌است.